# クラビノーバ
クラビノーバ（Clavinova）は、ヤマハから開発・発売されているデジタルピアノの中核ブランド。1983年の初号機発売以来、すでに4半世紀以上国内外で販売されている。
音とタッチに重点をおいたCLPシリーズと、多彩な機能を搭載したCVPシリーズ、スマートデバイスとの連携機能を重点においたCSPシリーズ
に大別される。

## 由来
クラビノーバ（Clavinova）とは、ラテン語で「鍵盤楽器」を意味する "Clavier" と「新しい」を意味する "nova" を組み合わせた造語であり、最新技術を結集させた「新しい鍵盤楽器」という意味合いをもたせている。

## 特徴
120年以上の歴史を持つピアノメーカーであるヤマハの強みをいかした音とタッチのよさで、「最も本物のピアノに近い電子ピアノ」と評される向きもある。音は同社のフルコンサートグランドピアノ「CFX」を自社でサンプリングしており、タッチは音域によって段階的に重さを変化させる「グレードハンマー（GH）鍵盤」をベースに、上位機種では白鍵にピアノと同じく木製鍵盤を採用している。さらに同社が持つピアノの塗装技術や各種音響技術、シンセサイザーなどで培った電子楽器のノウハウなどがふんだんに投入されており、ピアノ導入の難しい日本の住宅事情で導入可能な本格ピアノとして多用されている。

## 鍵盤
モデルによって、鍵盤の素材や機構に違いがある。
グレードハンマー (GH) 鍵盤
低音部は重く、高音部は軽く段階的に重さを変化させ自然なタッチを実現。
グレードハンマー3 (GH3) 鍵盤
ダンパーセンサーを含む3つセンサー搭載により、連打性に優れる。
ナチュラルウッド (NW) 鍵盤
GH3鍵盤の機構はそのままに、白鍵部分に木材を使用した鍵盤。
グランドタッチ（GrandTouch）鍵盤
CLP-600シリーズの上位モデルから採用されている。支点までの距離を長くとった鍵盤で、奥側でも弾きやすいタッチを実現。
※GH3・NW鍵盤には吸湿性にすぐれた素材を採用した「象牙調仕上げ」を採用したものもあり。

## 音源
発売当初はFM音源で構成されていたが、1986年発売のCLP-50でサンプリング音源であるAWM音源を採用した。しかし、搭載メモリ容量の関係と技術的な部分があり、かなりこもった音質であった。これは、エレクトーンのHXシリーズのAWM音源にも言えることであり、後に発売されたクラビノーバでは大きく改善されている。

## 現在のラインアップ
CLPシリーズ
詳しくはクラビノーバCLPシリーズを参照
音とタッチにこだわり、ピアノ練習用の機能に限定したモデル。
CVPシリーズ
楽譜や歌詞等を表示できる液晶パネルを備えており、コードを押さえるだけで豪華な伴奏をつけてくれる自動伴奏（ヤマハでは「スタイル演奏」と呼ぶ）機能を持つ。全機種XG音源を搭載している。
CSPシリーズ
2017年発売の新型機種であり、CLP-645の価格に位置する。iPadを使って演奏することが出来る。また本体のパネルは、シンプルで電源ボタン、ボリュームツマミ、ファンクションしかボタンが無いのが特徴。また、世界初の技術も搭載されている。